# Lussac (Charente-Maritime)
Lussac – miejscowość i gmina we Francji, w regionie Nowa Akwitania, w departamencie Charente-Maritime.
Według danych na rok 1990 gminę zamieszkiwało 48 osób, a gęstość zaludnienia wynosiła 28 osób/km² (wśród 1467 gmin regionu Poitou-Charentes Lussac plasuje się na 920. miejscu pod względem liczby ludności, natomiast pod względem powierzchni na miejscu 1141.).